# Parapontellidae
Parapontellidae é uma família de copépodes pertencentes à ordem Calanoida.
Géneros:
- Neopontella Scott, 1909
- Parapontella Brady, 1878